# NGC 6834
NGC 6834 (другое обозначение — OCL 134) — рассеянное скопление в созвездии Лебедь.
Этот объект входит в число перечисленных в оригинальной редакции «Нового общего каталога».